# Valery Kaufman
Valeriya Kaufman (30 de mayo de 1994), conocida profesionalmente como Valery Kaufman, es una modelo rusa.

## Carrera
En 2011, Kaufman comenzó a ser una participante activa en las Semanas de la Moda de Paris, Milan y Nueva York. Desfiló en las pasarelas de las marcas y diseñadores más prestigiosos: Alberta Ferretti, Alexander Wang, Alexandre Vauthier, Balmain, Blumarine, Chanel, Christian Dior, Diane von Furstenberg, Dolce & Gabbana, Elie Saab, Emilio Pucci, Fendi, Giambattista Valli, Giorgio Armani, Givenchy, Gucci, Louis Vuitton, Nina Ricci, Oscar de la Renta, Prada, Tom Ford, Valentino, Versace, Yves Saint Laurent, entre otros. Apareció en el Victoria's Secret Fashion Show 2015 y 2016.
En 2014–2015, Valery fue el rostro de las campañas de Alberta Ferretti, Balmain, Boss Orange, C&A China, Carven, Coach 1941, Emporio Armani, La Perla, Massimo Dutti, PINKO, Yves Saint Laurent, Salvatore Ferragamo y Tommy Hilfiger. 
En marzo de 2015, Kaufman apareció en la portada de Vogue Rusia, fotografiada por Patrick Demarchelier. En diciembre de 2015, apareció en Vogue Turquía junto a Nastya Sten. Ha figurado en editoriales de Allure, CR Fashion Book, Dazed & Confused, Elle, Flair, i-D Magazine, Interview, Harper's Bazaar, Muse Magazine, Numéro, Numéro Tokyo, Vogue, Vogue Alemania, Vogue Italia, Vogue Japón, Vogue Mexico, Vogue España, Vogue Rusia y W Magazine. 
En 2014, Valery se posicionó en el top 50 modelos 'estrellas en alza' en el mundo por models.com. En 2015, Glamour Rusia la nombró "Modelo del año".